# Toscana
A Toscânia ou Toscana (em italiano Toscana) é uma região da Itália central com cerca de 3,7  milhões de habitantes e 22 997 km², cuja capital é Florença. Tem limites a noroeste com a Ligúria, ao norte com a Emília-Romagna, a leste com as Marcas e a Úmbria e ao sul com o Lácio. A oeste seus 397 km de litoral são banhados pelo Mar Lígure e o Mar Tirreno. A Toscana administra ainda as ilhas do Arquipélago Toscano, a principal das quais é a Ilha de Elba. A Toscânia é uma das maiores regiões italianas em território e número de habitantes.

## Geografia

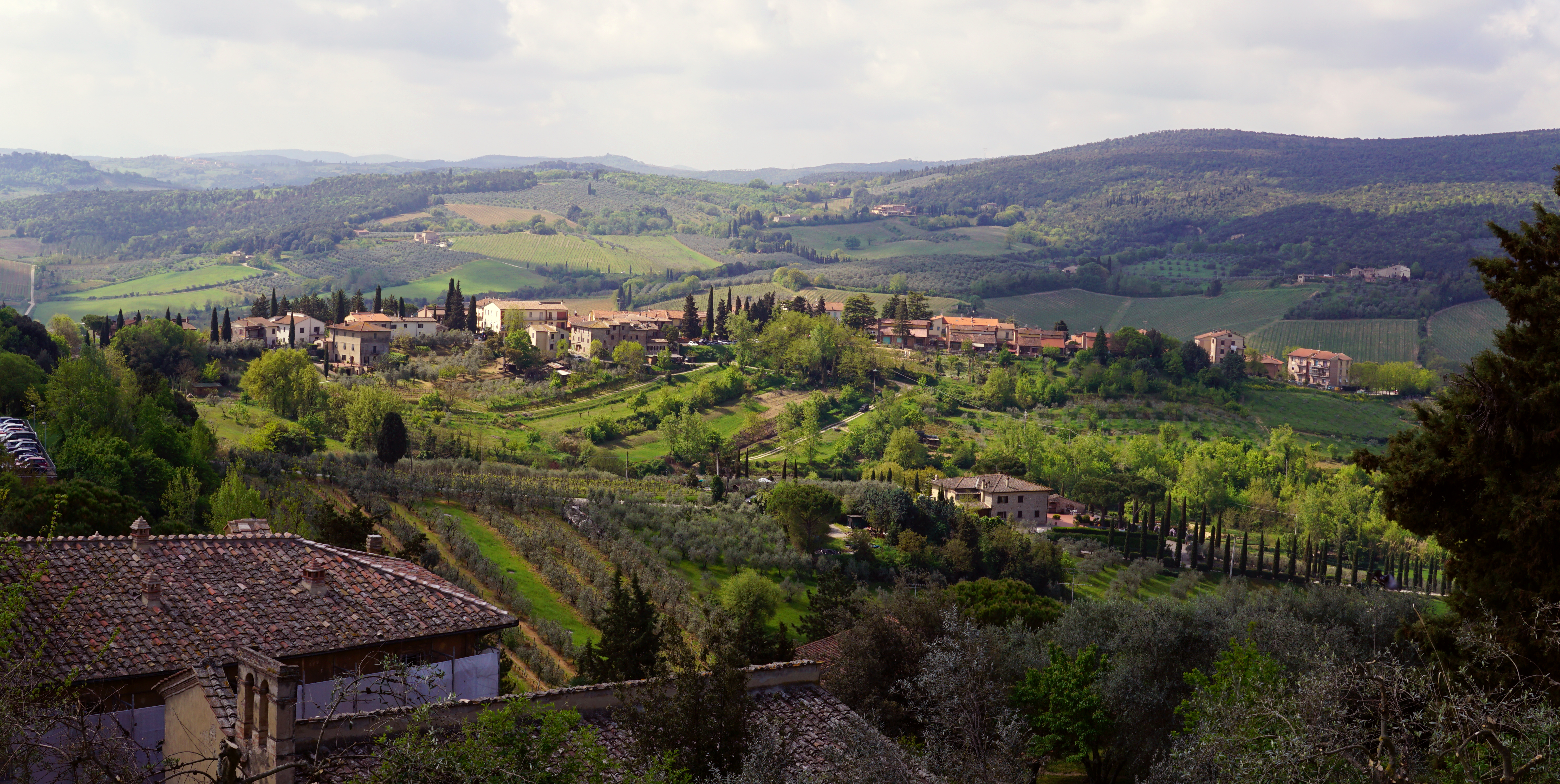
Vista panorâmica da Toscana

A região da Toscana apresenta uma forma triangular que cobre uma extensão de 22 997 km². Situa-se na Itália central e é banhada pelo Mar da Ligúria e o Mar Tirreno. No relevo da região, predominam os morros e colinas (66,5%) bem como importantes formações montanhosas (25,1%). As áreas de planície são relativamente poucas (8,4%).
O Monte Pisanino (1946 metros), nos Alpes Apuanos, é o ponto culminante da região. Ao longo da costa existem numerosas ilhas, incluindo Elba, a terceira maior ilha italiana em extensão. O principal rio é o Arno, que atravessa as cidades de Florença e Pisa.

## História

### Apeninos, Proto-Villanovan e Cultura Villanova
A história pré-etrusca da área no Bronze médio e tardio é paralela à dos gregos arcaicos. A área toscana foi habitada por povos da chamada cultura Apenina no segundo milênio a.C. (c. 1400 – c. 1150 a.C.) que tinham relações comerciais com as civilizações minoica e micênica no Mar Egeu, e, no final da Idade do Bronze, por povos da chamada cultura proto-villanovan (c. 1100 – c. 900 a.C.) parte do sistema de cultura Urnfield da Europa Central. Depois disso, no início da Idade do Ferro, a cultura Villanovan (c. 900 – c. 700 a.C.), considerada a fase mais antiga da civilização etrusca, viu a Toscana, e o resto da Etrúria, tomada por chefes. As cidades-estado desenvolveram-se no final de Villanovan (em paralelo com a Grécia e o Egeu) antes da "orientalização" ocorrer.

### Etrusco
Os etruscos (em latim: Tusci) criaram a primeira grande civilização nesta região, grande o suficiente para estabelecer uma infraestrutura de transporte, para implementar a agricultura e mineração e para produzir arte vibrante. Os etruscos viveram na área da Etrúria até a pré-história. A civilização cresceu para preencher a área entre o Arno e o Tibre a partir do século X a.C., atingindo seu auge durante os séculos VII e VI a.C., finalmente sucumbindo aos romanos no século I a.C. Dos etruscos, a Toscana tomou o nome de Etrúria, Tuscia para os romanos e, posteriormente, Toscana e Toscana. Enquanto as áreas do noroeste da Toscana eram habitadas pelos antigos Ligures. No noroeste da Toscana, a área entre os rios Arno e Magra foi culturalmente alinhada com os etruscos no início da Idade do Ferro, e ficou sob controle da Ligúria no final da Idade do Ferro.
Uma das razões para o eventual desaparecimento desta civilização foi a crescente absorção pelas culturas circundantes, incluindo a adoção da classe alta etrusca pelos romanos.

### Romanos
Logo depois de absorver a Etrúria (ao norte, nordeste, leste e uma faixa ao sul), Roma estabeleceu as cidades de Lucca, Pisa, Siena e Florença, dotou a área com novas tecnologias e desenvolvimento, e garantiu a paz. Estes desenvolvimentos incluíram extensões de estradas existentes, a introdução de aquedutos e esgotos, e a construção de muitos edifícios, tanto públicos como privados. No entanto, muitas dessas estruturas foram destruídas pela erosão devido ao clima. A civilização romana no oeste da República Romana e mais tarde Império Romano entrou em colapso no século V, e a região caiu brevemente para bárbaros migrando através do Império da Europa Oriental e Ásia Central dos godos (Oriental - Ostrogodos e Ocidental - Visigodos), em seguida, foi re-conquistada pelo revivido Império Romano do Oriente (mais tarde Império Bizantino) sob o imperador Justiniano. Nos anos seguintes a 572, os lombardos chegaram e designaram Lucca a capital de sua subsequente Túscia.

### Período medieval
Os peregrinos que viajavam ao longo da Via Francigena entre Roma e a França trouxeram riqueza e desenvolvimento durante o período medieval. A comida e o abrigo necessários para esses viajantes alimentaram o crescimento das comunidades ao redor de igrejas e tabernas. O conflito entre os guelfos e gibelinos, facções que apoiam o Papado ou o Sacro Império Romano-Germânico no centro e norte da Itália durante os séculos 12 e 13, dividiu o povo toscano. As duas facções deram origem a várias poderosas e ricas comunas medievais na Toscana: Arezzo, Florença, Lucca, Pisa e Siena. O equilíbrio entre essas comunas era assegurado pelos ativos que detinham: Pisa, um porto; Siena, bancos; e Lucca, bancário e de seda. Mas na época do Renascimento, Florença havia se tornado a capital cultural da Toscana.
Uma família que se beneficiou da crescente riqueza e poder de Florença foi a família governante Médici. Seu descendente Lorenzo de' Medici foi um dos mais famosos dos Médici. O legado de sua influência é visível hoje na expressão prodigiosa da arte e da arquitetura em Florença. Sua famosa descendente Catarina de Médici casou-se com o príncipe Henrique (mais tarde rei Henrique II) da França em 1533.
A epidemia de peste negra atingiu a Toscana a partir de 1348. Acabou matando 70% da população toscana. De acordo com Melissa Snell, "Florença perdeu um terço de sua população nos primeiros seis meses da peste, e de 45% a 75% de sua população no primeiro ano". Em 1630, Florença e Toscana foram mais uma vez devastadas pela peste.

### Renascença
A Toscana, especialmente Florença, é considerada o berço do Renascimento. Embora a "Toscana" tenha permanecido uma concepção linguística, cultural e geográfica em vez de uma realidade política, no século 15, Florença estendeu seu domínio na Toscana através da anexação de Arezzo em 1384, a compra de Pisa em 1405 e a supressão de uma resistência local lá (1406). Livorno foi comprado em 1421 e tornou-se o porto de Florença.
Da principal cidade de Florença, a república foi a partir de 1434 dominada pela família Médici, cada vez mais monárquica. Inicialmente, sob Cosme, Piero, o Gouty, Lorenzo e Piero, o Infeliz, as formas da república foram mantidas e os Médici governaram sem um título, geralmente sem sequer um cargo formal. Estes governantes presidiram ao Renascimento florentino. Houve um retorno à república de 1494 a 1512, quando primeiro Girolamo Savonarola e depois Piero Soderini supervisionaram o estado. O cardeal Giovanni di Lorenzo de' Medici retomou a cidade com as forças espanholas em 1512, antes de ir para Roma para se tornar o Papa Leão X. Florença foi dominada por uma série de procuradores papais até 1527, quando os cidadãos declararam a república novamente, apenas para tê-la tirada deles novamente em 1530 após um cerco por um exército imperial e espanhol. Neste ponto, o Papa Clemente VII e Carlos V nomearam Alessandro de Médici como o primeiro governante hereditário formal.
A comuna de Siena não foi incorporada à Toscana até 1555, e durante o século 15, Siena desfrutou de um "Renascimento Sienense" cultural com seu próprio caráter mais conservador. Lucca permaneceu uma república independente até 1847, quando se tornou parte do Grão-Ducado da Toscana pela vontade de seu povo. Piombino e outras cidades estratégicas constituíam o minúsculo Estado da Presidência, sob controle espanhol.

### Era moderna
Memorial às vítimas do massacre de Sant'Anna di Stazzema, no qual 560 moradores foram assassinados por alemães nazistas e fascistas italianos em 1944.
No século 16, os Médici, governantes de Florença, anexaram a República de Siena, criando o Grão-Ducado da Toscana. A família Médici foi extinta em 1737 com a morte de Gian Gastone, e a Toscana foi transferida para Francisco, Duque da Lorena e marido da imperatriz austríaca Maria Teresa, que deixou o país ser governado por seu filho. A dinastia dos Lorena governou a Toscana até 1860, exceto durante o período napoleônico, quando a maior parte do país foi anexada ao Império Francês. Após a Segunda Guerra de Independência Italiana, uma revolução expulsou o último grão-duque e, após um plebiscito, a Toscana tornou-se parte do novo Reino da Itália. De 1864 a 1870, Florença tornou-se a segunda capital do reino.
Sob Benito Mussolini, a área ficou sob o domínio de líderes fascistas locais, como Dino Perrone Compagni (de Florença), e Costanzo e Galeazzo Ciano (de Livorno). Após a queda de Mussolini e o armistício de 8 de setembro de 1943, a Toscana tornou-se parte da República Social Italiana controlada pelos nazistas e foi conquistada quase totalmente pelas forças anglo-americanas durante o verão de 1944.
Após o fim da República Social e a transição do Reino para a moderna República Italiana, a Toscana mais uma vez floresceu como um centro cultural da Itália. Desde a criação do governo regional em 1970, a Toscana sempre foi governada por governos de centro-esquerda.

## Administração

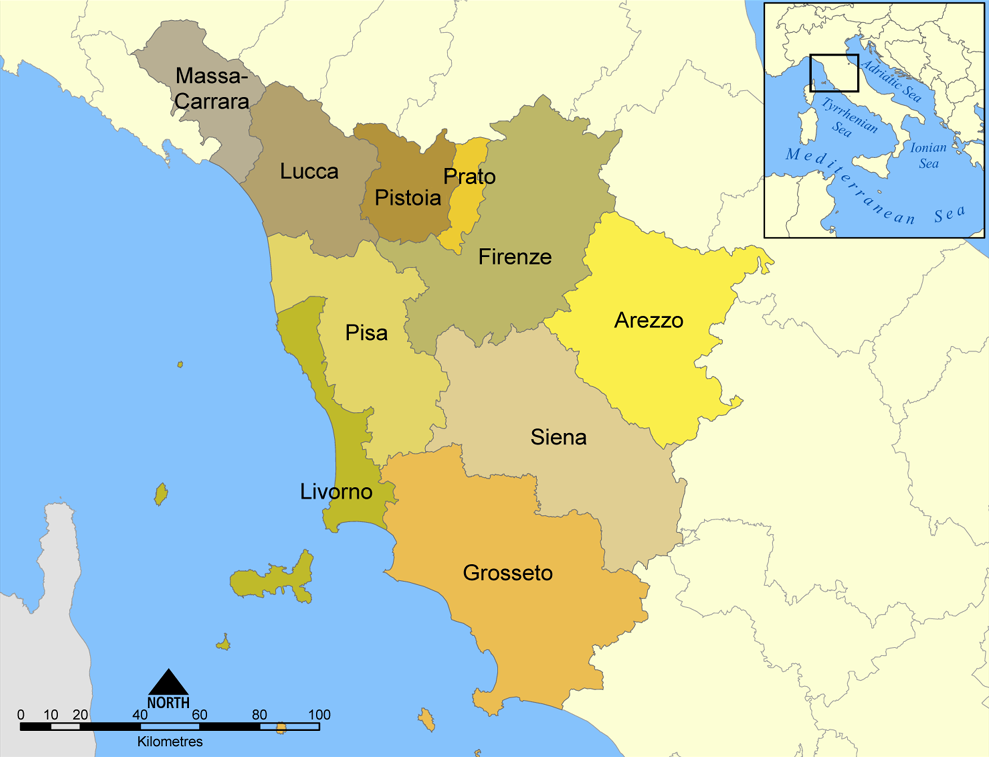
Províncias da Toscana.

Esta região é composta das seguintes províncias:

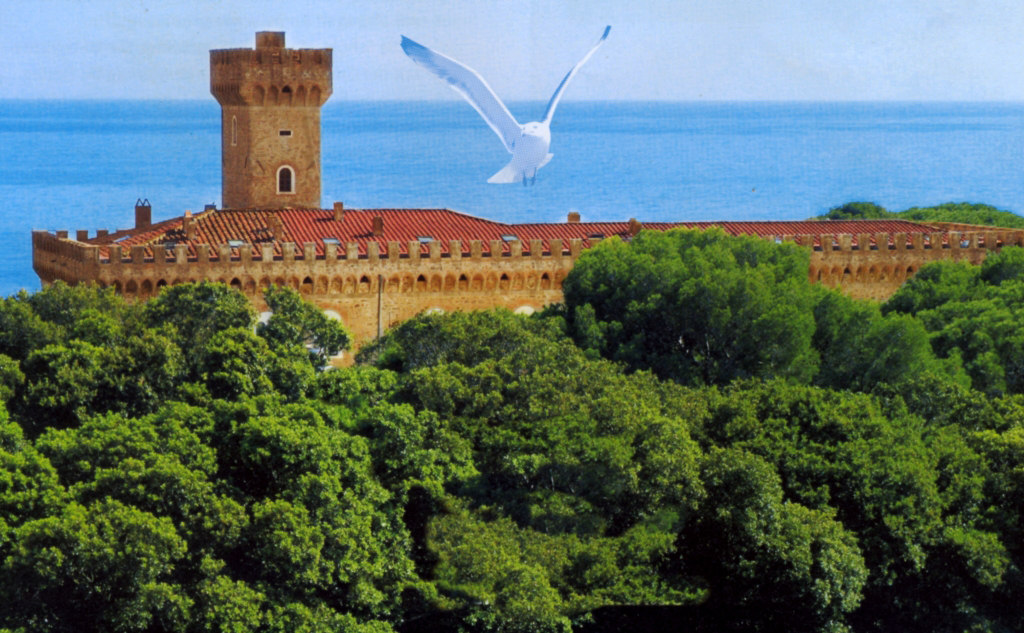
Castiglioncello Toscana.

- Arezzo (39 comunas)
- Florença (44 comunas)
- Grosseto (28 comunas)
- Livorno (20 comunas)
- Massa-Carrara (17 comunas)
- Pisa (39 comunas)
- Pistoia (22 comunas)
- Prato (7 comunas)
- Siena (36 comunas)